# Саша Дгаван
Саша Дгаван (англ. Sacha Dhawan; 1 травня 1984 року; Бремголл, Стокпорт) — англійський театральний, телевізійний і кіноактор.

## Ранне життя та освіта
Дгаван народився в сім'ї індійців (які сповідують індуїзм) в Бремголлі, Стокпорт.
Він навчався в театральній школі Лейн-Джонсон в Манчестері та відвідував коледж Акуінас в Стокпорті.

## Кар'єра

### Телебачення
Дгаван знявся в декількох телесеріалах Великої Британії. У нього була другорядна роль (Азмат Мадаріді) в телесеріалі «Найгірша відьма в Коледжі чарівників», а також у другому і третьому сезонах дитячого телесеріалу «Поза полем зору». Він з'явився в мінісеріалі «Останній потяг» (1999) і виконав гостьову роль в мильній опері «Мешканці Іст-Енду». У 2008 році він знявся в драмі ITV «В напрузі» (Бен Чандракар) разом з Джоді Уіттакер і Лоуренсом Фоксом. У 2010 році в США вийшов телесеріал «Робота, що втекла», де у Дхавана була одна з головних ролей; серіал був закритий після одного сезону. У листопаді 2013 року його з'явився в ролі першого режисера Воріс Гуссейна в докудраму «Пригода в просторі та часі», знятої в честь 50-річного ювілею серіалу «Доктор Хто». Він також виконав роль Пола Джатру, 22-х річного молодого чоловіка, у якого був зв'язок з жінкою удвічі старше, в першому сезоні телесеріалу BBC One «Останнє танго в Галіфаксі». У 2014 році він з'явився в декількох серіях другого сезону британського серіалу «За службовим обов'язком» (Line of Duty). У 2017—2019 роках грав роль головного антагоніста Давосу в серіалі «Залізний Кулак». У 2020 році з'явився в ролі Майстра в серіалі «Доктор Хто» і в ролі доктора Шарми в мінісеріалі «Дракула».

### Театр
Дгаван був першим актором, зігравшим Актара в п'єсі Алана Беннетта «Любителі Історії». Після ролі Актара у оригінальній постановці, він знову виконав цю роль на Бродвеї, в Сиднею, Веллінгтоні та Гонконгу, а також на радіо та у фільмі.